# Rape the Pope
Rape the Pope är en skiva av det svenska punkbandet The Vectors, utgivet som 7" Ep på Rabid Alligator Records (RA 731) 2000. Skivan producerades av David Sandström.

## Låtlista
1. Rape The Pope
2. Spit On You
3. Babble On
4. See You In The Parkin' lot